# Packageplan
Der Packageplan entspricht einem Automobilbasisplan.
In ihm sind sämtliche geometrischen Eckdaten, Mindestmaße, Gesetzesvorgaben sowie die Grundzüge des Designs, die von der Entwicklung und dem Design berücksichtigt werden müssen, festgelegt.
Man kann sich diesen Plan wie einen Längsschnitt in der Fahrzeugmitte vorstellen (als würde man seitlich auf das Auto blicken- wobei das Auto dabei immer nach links fährt), in dem anschließend der Fahrer und die diversen Komponenten platziert werden. Zusätzlich wird oft ein „Querschnitt“ durch die Sitzposition des Fahrers erarbeitet um die Position zu Lenkrad, Pedalerie, Tür, Mittelkonsole und Dach festzulegen. Auch der Querschnitt durch die Sitzpositionen auf den hinteren Sitzreihen ist häufig enthalten, um die entsprechenden Maße festzulegen und überprüfen zu können.
Es werden in der Regel der „95 Prozent Mann (als oberstes Limit der Größe) und die 5 Prozent Frau (als unterstes Limit der Größe)“ als Vorgabemaß benutzt. Mit diesen beiden Manikins deckt man ca. 90 Prozent der Bevölkerung ab. Mit ihnen wird die erforderliche Sitzposition, Ergonomiedaten (Abwinklung von Händen und Füßen), die benötigten Blickwinkel (links, rechts, Rückspiegel, Frontscheibe,....) und die diversen Freiräume für den Fahrer (Kopffreiheit, Schenkelfreiheit, Arm bei Schaltvorgänge,...) festgelegt.
Diese Maße und Gesetzesvorgaben werden teilweise von einer „Norm“ vorgeschrieben; teilweise sind es interne Vorgaben, dass bestimmte Werte größer als die des Vorgängermodelles oder des Wettbewerbsfahrzeuges sein sollen. Weiters werden diverse Komponentenpositionen festgelegt (Motorposition, Schaltungsgriff, Golfbag, Kofferraum,...). Auch die Räder und die drei Fahrbahnzustände bei einer normalen Stahlfederung (Leer, Konstruktionslage und Volllast) sind im Plan enthalten. Der Packageplan steht immer am Anfang einer Automobilentwicklung und wird von einer eigenen Abteilung innerhalb des Entwicklungsteams (Vorentwicklung) erstellt und betreut. Selbst das Design muss sich dem Packageplan anpassen.
Während einer Fahrzeugentwicklung wird dieser Packageplan immer wieder überarbeitet und aktualisiert um die Änderungen des Designs oder auch der Entwicklung zu überprüfen und, falls notwendig, zu korrigieren. Gegebenenfalls wird der Vorgabewert im Packageplan angepasst, falls es eine Designänderung, eine Konzeptänderung (z. B. neuer Stoßfänger) oder eine durch die Technik bedingte Änderung (z. B. Fensterheber hat zwischen Türaußenblech und Türverkleidung keinen Platz) gab und so der Vorgabewert nicht eingehalten werden konnte.
Einige europäische Automobilhersteller (u. a. VW, BMW, Daimler-Chrysler, PSA, FIAT...) haben sich zusammengeschlossen und einen Austausch der Packagepläne; nach Erscheinen des jeweiligen Modelles im Handel; vereinbart.